# Зимовніківський район
Зимовнікі́вський райо́н (рос. Зимовниковский район) — район у східній частині Ростовської області Російської Федерації. Адміністративний центр — селище Зимовники.

## Географія
Район розташований у центрально-східній частині області. На північному заході межує із Волгодонським районом, на північному сході та сході — із Дубовським, на південному сході — із Завітинським та Ремонтненським, на заході — із Мартиновським, на південному заході — із Орловським районом.

## Історія
Зимовніківський район був утворений 1924 року. 1932 року до складу району включено 6 сільради сусідніх Дубовського та Ремонтненського районів. 1944 року була приєднана частина колишнього Калмицького, а 1963 року — колишнього Дубовського району. 1965 року був відновлений Дубовський район із частин Зимовніківського.

## Населення
Населення району становить 36820 осіб (2013; 37092 в 2010).

## Адміністративний поділ
Район адміністративно поділяється на 11 сільських поселень, які об'єднують 74 сільських населених пункти:
| Поселення                                | Площа, км² | Населення, осіб (2010) | Центр               | Населені пункти |
| ---------------------------------------- | ---------- | ---------------------- | ------------------- | --------------- |
| Верхньосеребряковське сільське поселення | -          | 1963                   | Верхньосеребряковка | 6               |
| Гашунське сільське поселення             | -          | 1341                   | Байков              | 6               |
| Глибочанське міське поселення            | -          | 1899                   | Плотніков           | 6               |
| Зимовніківське сільське поселення        | -          | 18734                  | Зимовніки           | 4               |
| Камишевське сільське поселення           | -          | 2247                   | Камишев             | 5               |
| Кіровське сільське поселення             | -          | 1967                   | Хутірський          | 7               |
| Кутейніковське сільське поселення        | -          | 2533                   | Кутейніковська      | 10              |
| Ленінське сільське поселення             | -          | 2257                   | Ленінський          | 14              |
| Мокрогашунське сільське поселення        | -          | 1177                   | Мокрий Гашун        | 4               |
| Савоськінське сільське поселення         | -          | 1238                   | Савоськін           | 4               |
| Сєверне сільське поселення               | -          | 1736                   | Гашун               | 8               |

### Найбільші населені пункти
| №  | Населений пункт     | Населення, осіб (2010) |
| -- | ------------------- | ---------------------- |
| 1  | Зимовники           | 18 070                 |
| 2  | Камишев             | 1 263                  |
| 3  | Кутейніковська      | 1 203                  |
| 4  | Гашун               | 1 056                  |
| 5  | Хутірський          | 985                    |
| 6  | Савоськін           | 967                    |
| 7  | Верхньосеребряковка | 935                    |
| 8  | Мокрий Гашун        | 926                    |
| 9  | Байков              | 872                    |
| 10 | Глибокий            | 842                    |

## Економіка
Район в основному сільськогосподарський, тут розвинене вирощування зернових, м'ясне тваринництво та вівчарство.